# Min Kyu-dong
Min Kyu-dong (* 12. September 1970 in Incheon, Südkorea) ist ein südkoreanischer Filmregisseur und Drehbuchautor.

## Leben
Min Kyu-dong studierte Wirtschaftswissenschaften an der Seoul National University und besuchte danach die Korean Academy of Film Arts. 1999 veröffentlichte er zusammen mit seinem Kommilitonen Kim Tae-yong den Film Memento Mori, den zweiten Teil der Whispering-Corridors-Reihe. Der Film zählt zu den bedeutendsten Horrorfilmen des Korean New Cinema und gilt als moderner Klassiker.
Im Jahr 2000 heiratete er die Regisseurin Hong Ji-young. Beide lernten sich 1994. Sie gingen danach gemeinsam nach Frankreich, um zu studieren.
Nachdem er weiterhin an der Universität Paris VIII das Fach Film studierte, veröffentlichte er die Romanze All for Love. Ähnlich wie Short Cuts von Robert Altman und Tatsächlich… Liebe von Richard Curtis bietet der Film ein Ensemble an Schauspielern mit verschiedenen Handlungssträngen, die zu einer Erzählung werden. Der koreanische Originaltitel lässt sich übersetzen mit Die schönste Woche meines Lebens. Der Film war an den Kinokassen ein Erfolg.
2008 widmete sich Min mit der Adaption des Mangas Seiyō Kottō Yōgashiten erneut dem Thema der Homosexualität (nach Memento Mori). Antique erhielt eine Einladung auf die Berlinale. Das Thema, gepaart mit BDSM führte er fort in dem Episodenfilm Five Senses of Eros. Ein Director’s Cut in voller Spielfilm-Länge erschien 2013 auf dem Busan International Film Festival.
2012 veröffentlichte er mit All About My Wife ein Remake des argentinischen Films Un Novio Para Mi Mujer.
2020 produzierte er das Episodenfilm-Sci-Fi-Projekt SF8 mit sieben weiteren Regisseuren.

## Filmografie
- 1999: Memento Mori – Gedenke des Todes (여고괴담 두번째 이야기)
- 2005: All for Love
- 2008: Antique
- 2009: Five Senses of Eros (오감도 O Gamdo)
- 2011: The Last Blossom
- 2012: All About My Wife (내 아내의 모든 것)
- 2012: Horror Stories
- 2013: Horror Stories 2
- 2013: In My End Is My Beginning (끝과 시작)
- 2015: The Treacherous (간신 Gansin)
- 2016: Horror Stories 3
- 2018: Herstory (허스토리)